# Білоус Ігор Олегович
Ігор Олегович Білоус (нар. 26 січня 1978, Тернопіль) — голова Фонду державного майна України (з 19 травня 2015). Голова Державної фіскальної служби України (з 4 червня 2014 по 24 лютого 2015).

## Життєпис
Ігор Білоус народився 1978 року в Тернополі. Його мати, Ольга Білоус, була засновницею та директором Інституту економіки та підприємства, станом на 2014 працює завкафедрою ТНТУ.

### Освіта
Закінчив тернопільську школу № 2, вихованець «Пласту». Навчався у Тернопільському національному економічному університеті, на четвертий курс перевівся у Київський національний економічний університет, який закінчив з відзнакою.
Здобув ступінь з міжнародних фінансів Нортумбрійського університету (Ньюкасл, Велика Британія). Ігор Білоус володіє англійською та німецькою мовами.

### Кар'єра в бізнесі
Працював у SARSCapital — київській інвестиційній компанії, що спеціалізується на операціях M&A.
З 2005 працював в інвестиційному банку UBS, де очолював напрямок українського бізнесу. Був головою інвестиційно-банківського управління інвесткомпанії «Ренесанс Капітал» в Україні та країнах Центрально-Східної Європи, співдиректором київського регіонального офісу.
Працював на операціях з українськими активами, зокрема:
- придбанні компанією Mittal Steel 93,02 % частки в меткомбінаті «Криворіжсталь»,
- продажу 51-відсоткової частки в УкрСиббанку французькому BNP Paribas, продажу 60-відсоткової частки у банку «Форум» німецькому Commerzbank,
- первинному розміщенні акцій «Миронівського хлібопродукту»,
- розміщеннях єврооблігацій українських емітентів.

### Робота на держслужбі

#### Призначення головою Державної податкової служби
12 березня 2014 Кабінет Міністрів України затвердив Ігоря Білоуса на посаді голови Державної податкової служби. При цьому з 1 березня 2014 року рішенням Уряду було ліквідовано Міністерства доходів та зборів і Білоус разом з головою Державної митної служби Віталієм Науменко повинен був керувати процесом ліквідації Міндоходів і реорганізації податкового та митного відомств.
Білоус — активний прибічник ідеї податкового компромісу та впровадження ПДВ-рахунків.

#### Призначення головою Державної фіскальної служби
4 липня 2014 на засіданні уряду Ігоря Білоуса було призначено головою новоствореної Державної фіскальної служби України, яка фактично стала правонаступницею Міністерства доходів і зборів України.
У серпні 2014 повідомив про початок реформування податкової системи. Окрім вже запропонованих бізнесу електронного адміністрування ПДВ і податкового компромісу, вона містила пункт щодо скорочення кількості податків з 22 до 9, а також перегляд єдиного соціального внеску.
Напочатку серпня 2014 голова ДФС повідомив, що Державна фіскальна служба підготувала для уряду список компаній з часткою російського капіталу понад 50 %, які можуть потрапити під санкції з боку України. Ігор Білоус не уточнив число компаній у списку.
5 серпня констатував недонадходження 1 млрд гривень податків з Донецької та Луганської областей в липні. На його думку, дана проблема викликана скороченням товарообігу між підприємствами різних областей. За оцінками глави ГФС, у травні державний бюджет недоотримав 420 млн гривень від дій на Донбасі, в червні — 630 млн гривень. Сумарні втрати за період конфлікту складають 2 млрд гривень.
Призначення головою Фонду державного майна України
19 травня 2015 року Верховна Рада України за ініціативою Кабінету Міністрів України призначила Ігоря Білоуса головою Фонду державного майна України.
У липні 2015 року було підготовано і подано на розгляд парламенту перші законодавчі зміни, необхідні для проведення великої приватизації. З серпня 2015 Фонд під керівництвом Ігоря Білоуса почав впроваджувати нові методи продажу неліквідного державного майна: голландські аукціони за методом зниження ціни та електронні торги. За ініціативою голови Фонду з грудня 2015 року почав повноцінне функціонування новий сайт установи з першим в Україні повним каталогом об'єктів, призначених на приватизацію та оренду.
У грудні 2015 року було затверджено нову методику оцінки та правила відбору оцінювачів, підготовані Фондом. Також готується до розгляду парламентом новий Закон «Про оцінку».
За ініціативою голови Фонду було впроваджено залучення радників до продажу об'єктів групи Г: наразі над підготовкою до приватизації ОПЗ працює компанія UBS, а над підготовкою обленерго — компанія Deloitte.
10 квітня 2017 року голова Фонду державного майна України Ігор Білоус подав у відставку. 13 квітня 2017 року Верховна Рада України звільнила Ігоря Білоуса з посади голови Фонду державного майна України (за прийняття проєкту постанови № 6354 проголосували 242 депутати за мінімально необхідних 226).

## Родина
Одружений, батько трьох доньок. Дружина Марина Білоус займається стоматологією, закінчила медуніверситет ім. Богомольця, стажувалася у Швейцарії та Великій Британії і отримала п'ять патентів на нові види лікування зубів в Україні. Деякі методи вона розробила разом зі своїм батьком.